# Віцепрем'єр-міністр Греції
Віцепрем'єр-міністр Греції (грец. Αντιπρόεδρος της Κυβερνήσεως) — заступник прем'єр-міністра Греції, друга за значимістю посада в Кабінеті міністрів Греції.
Посада віцепрем'єр-міністра Греції не є постійною, вона створюється прем'єр-міністром, виходячи із нагальної необхідності. Історично складалося так, що іноді одночасно призначався більше ніж один заступник прем'єр-міністра держави.
Чинні віцепрем'єр-міністри Греції — Теодорос Пангалос, призначений 7 жовтня 2009 року прем'єр-міністром Йоргосом Папандреу, та Евангелос Венізелос, призначений 17 червня 2011 року.